# Кристофер Крос
Кристофер Крос (енгл. Christopher Cross; Сан Антонио, 3. мај 1951), право име Кристофер Чарлс Геперт (енгл. Christopher Charles Geppert), је амерички кантаутор и певач.

## Биографија
Крос је познат по свом дебитантском албуму Christopher Cross, објављеном 1980. године, чији је стил понекад у шали дефинисан као „јахта рок”. Након комерцијалног успеха баладе Sailing, био је проглашен новом надом популарне музике и на следећој церемонији доделе Гремија показало се да је та песма доживела апсолутни тријумф, по први пут у историји је неко освојио све четири главне награде — „снимка године”, „албум године”, „дебитант године” и „композиција године”.
Следеће године је написао и отпевао песму за популарну комедију Артур са Лајзом Минели у главној улози. Песма Артурова тема (Best That You Can Do) награђена је Оскаром за најбољу оригиналну песму 1981. године.
Иако је деценијама касније наставио да снима музичке албуме, нису били ни близу успеху који је постигао с почетка каријере, те је остао упамћен по тријумфалном дебију. Постоји занимљивост да на већини омота његових албума се налази птица фламинго. Према Кросовим речима, иза тога нема никаквог дубљег значења, осим чињенице да је слика одабрана за омот првог албума садржавала ту птицу и од тада је користи као мотив на готово свим осталим.
Има сина из првог брака по имену Џастин, и двоје деце из другог брака, сина Рејна и кћерку Медисон.

## Дискографија

### Студијски албуми
- 1979: Christopher Cross (Warner Bros.)
- 1983: Another Page (Warner Bros.)
- 1985: Every Turn of the World (Warner Bros.)
- 1988: Back of My Mind (Warner Bros.)
- 1992: Rendezvous (BMG)
- 1995: Window (Priority)
- 1998: Walking in Avalon (CMC)
- 2000: Red Room (CMC)
- 2007: A Christopher Cross Christmas (Ur)
- 2008: The Café Carlyle Sessions (Absolute)
- 2010: Dr. Faith (Ear)
- 2010: Christmas Time Is Here (Ear)
- 2013: A night in Paris (Eagle Records)
- 2014: Secret ladder (Christopher Cross Records)
- 2017: Take Me As I Am (Christopher Cross Records)